# 瑪麗·馬克雷
瑪麗·馬克雷（英語：Marie McCray，1985年5月21日—）是一名美国的色情演員與裸體模特兒。

## 職業生涯
馬克雷出生在印第安納波利斯。她在16歲時做網路直播模特兒的工作大約僅四日，當時被網路直播服務的官方人員發現是未成年而被踢除。她在18歲生日後當了三日的裸體模特兒。做脫衣舞孃的工作期間有助於她的色情事業。她在2007年大約22歲時正式進入性相關行業。
在2010年，Complex雜誌公佈五十位紅髮正妹排行榜，她被列為第39名。

## 獎項
- 2014 XBIZ Award winner – Best Actress—Couples-Themed Release - Truth Be Told[5]

## 外部連結
- 官方网站
- 瑪麗·馬克雷在互联网电影资料库（IMDb）上的資料（英文）
- 瑪麗·馬克雷在網際網路成人電影資料庫
- 成人電影資料庫上瑪麗·馬克雷的资料（英文）